# Legge Pecorella
La legge 20 febbraio 2006 n° 46, meglio nota come Legge Pecorella dal nome del suo principale ispiratore, Gaetano Pecorella, è un atto normativo della Repubblica Italiana tuttora vigente in talune parti e che modificò alcuni articoli del codice di procedura penale italiano.

## Analisi sinottica
Nonostante la sua scarnezza (conteneva circa 10 brevi articoli), è una legge che ha suscitato ampi dibattiti e questioni di rilevanza sociale in ambito politico, nonché questione di tipo tecnico in ambito giuridico. Tale legge affermava l'inappellabilità, e la sola possibilità di revisione del processo in Cassazione (ossia con la presentazione di nuove prove), per le sentenze penali di assoluzioni. 
Si trattava di un deciso rafforzamento del principio ne bis in idem, simile alla regola anglosassone del double jeopardy (cosiddetto divieto di doppia incriminazione; in common law i diversi gradi valgono come diversi processi, a differenza della civil law). Inoltre introdusse esplicitamente il principio garantista del "ragionevole dubbio" (in dubio pro reo, cioè presunzione d'innocenza fino a prova contraria).
Criticata dall'opposizione, che la riteneva una legge ad personam in favore di Silvio Berlusconi, fu rimandata alla camere dal Presidente della Repubblica Carlo Azeglio Ciampi, che nutriva forti dubbi sulla costituzionalità di tale legge, una volta approvata è stata modificata svariate volte dalla Corte Costituzionale che ne ha rilevato il carattere incostituzionale in varie parti e che l'ha ridotta all'osso.
La Legge Pecorella, seppur in minima parte, è tuttora in vigore all'art. 428 dato che sono inappellabili le sentenze di non luogo a procedere, all'art. 606 c.p.p. in ordine ai nuovi motivi di ricorso per Cassazione e all'art. 533 (sentenza di condanna pronunciata solo se l'imputato risulta colpevole al di là di ogni ragionevole dubbio).

## Modifiche successive
La ratio principale della legge riguardava l'inappellabilità delle sentenze di proscioglimento. In particolare andava ad abrogare,  sostituire o modificare cinque articoli del codice di procedura penale, più leggere modifiche ad altri articoli.

### Modifiche abrogate in seguito dalla Corte costituzionale
- Art. 593: vengono dichiarate appellabili soltanto le sentenze di condanna (purché la pena non sia la sola ammenda, a quel punto nemmeno quelle possono essere appellate). Non sono più appellabili le sentenze di proscioglimento se non in caso di prove determinanti nuove, mentre si può ricorrere in Cassazione la quale vede ampliati i suoi poteri decisionali. Questo era il testo dopo la riforma:

- Art. 405 . 1 bis: la nuova formulazione obbligava il pubblico ministero a chiedere l'archiviazione delle indagini se la Cassazione avesse ritenuto insussistenti i gravi indizi di colpevolezza e non fossero stati trovati nuovi elementi a chiusura delle indagini.

### Modifiche mantenute in vigore
- Art. 428: inappellabilità delle sentenze di proscioglimento, relative al "non luogo a procedere" da parte del Giudice dell'udienza preliminare (con sola possibilità di ricorso per cassazione)
- Art. 606: Altre previsioni relative alle sentenze di non luogo a procedere, ossia i nuovi motivi di ricorso in Cassazione, che permettono la riapertura del processo contro un imputato assolto nell'udienza preliminare (inizialmente in primo grado, poi solo dal GUP per effetto delle abrogazioni) con conferma in Cassazione, ma solo ed esclusivamente nel caso in cui le prove siano davvero mai state presentate e vengano accettate dalla Suprema corte
- Art. 533: di diverso tenore la modifica di quest'articolo, che sostituì la frase «se l'imputato risulta colpevole del reato contestatogli, il giudice pronuncia sentenza di condanna applicando la pena e l'eventuale misura di sicurezza» con «il giudice pronuncia sentenza di condanna se l'imputato risulta colpevole del reato contestatogli al di là di ogni ragionevole dubbio. Con la sentenza il giudice applica la pena e le eventuali misure di sicurezza». Per parte della dottrina un'aggiunta pleonastica, per altri un rafforzamento di principi già percorsi dalla Giurisprudenza che pongono un limite ragionevole al principio del libero convincimento del giudice.
- Modifiche leggere ad altri articoli

## Questione politica
La Legge Pecorella è stata approvata in Parlamento dalla coalizione di centro-destra del governo Berlusconi III dopo un duro scontro politico con l'opposizione di centro-sinistra. Se per la maggioranza l'intento di questo previsione normativa era quello di limitare la possibilità della magistratura di perseguire i cittadini in assenza di prove concrete o senza ragionevoli indizi, per l'opposizione la legge era soltanto una delle tante leggi ad personam in favore del premier Silvio Berlusconi e dei suoi problemi con la giustizia.
A favore si schierarono alcune organizzazioni di avvocati e la maggioranza adducendo, oltre alla ratio, indicazioni fornite dall'Unione europea.
Le critiche alla legge sono giunte, invece, da varie organizzazioni giuridiche europee, dalla Presidenza dell'ANM e ovviamente dalla parte politica avversa. In particolare si riteneva che questo provvedimento potesse favorire Silvio Berlusconi nel grado di appello di un giudizio nel quale era stato assolto in primo grado. 
A difesa di tale impostazione vari magistrati si chiesero perché in ambito civile era stato ampliato il potere di appello delle parti, mentre in ambito penale si andava in senso opposto. Così ad esempio fece lo stesso giorno dell'approvazione il presidente della Cassazione Marvulli.
Anche il comico genovese e in seguito attivista politico Beppe Grillo ironizzò sul provvedimento legislativo, chiedendosi se successivamente il governo Berlusconi avesse intenzione di abolire l'intero codice penale, e avviò forme di protesta dal suo noto blog.

## Questione giuridica e decisioni della Corte Costituzionale
Sin da prima della sua approvazione, la Legge Pecorella palesava evidenti aspetti di incostituzionalità e un suo futuro vaglio dinanzi alla Corte Costituzionale era pressoché scontato per tutti. Lo stesso presidente della Repubblica Carlo Azeglio Ciampi aveva rimandato la legge alle Camere per un momento di riflessione, esprimendo a suo parere dubbi sulla costituzionalità del testo normativo. Nonostante i dubbi del Quirinale, la legge fu approvata aggiungendo l'elemento delle nuove prove decisive.
In particolare le disposizioni della legge sembravano evidentemente in contraddizione con gli art. 111, sulla parità delle armi tra difesa e accusa nel processo, 3, sulla parità tra le parti nel processo e 24, sulla possibilità di ricorrere per tutti in giudizio, della Costituzione, così modificata nella riforma costituzionale del 2001. 
Altri ambienti giuridici sollevarono questioni tecniche sulle previsioni normative, spesso definite di bassa qualità. In particolare, la legge prevedeva la possibilità di appellare sentenze di proscioglimento solo in caso di nuove prove sopravvenute, ma senza definire quali prove. In caso di irrilevanza delle nuove prove la legge taceva se il giudice d'appello, ad esempio, non dovesse procedere o dovesse valutare di nuovo sulle vecchie prove. Suscitavano dubbi anche le previsioni relative alla parte civile, epurata dalla richiesta al PM, che non era tuttavia legittimata ad appellare. Anche il noto giurista Franco Cordero palesò senza troppe velature nel suo apprezzato manuale di Diritto Processuale le varie stroncature che portava la legge, rendendo il contraddittorio mai visto così monco e un giudizio così poco sicuro. A preoccupare Cordero era anche la possibilità che ipotesi di mal jugé fossero completamente bloccate in caso di proscioglimento che non fosse determinato da prove.
Altra parte della dottrina e dell'ambiente giuridico sosteneva che in realtà era l'appello proposto dal PM come concepito prima della legge Pecorella ad essere incostituzionale, in quanto non formato nel totale contraddittorio con l'altra parte come previsto dall'art.111 al comma 5º. A questa impostazione gli oppositori, portando gli esempi del caso del giudizio abbreviato o delle prove irripetibili, rispondono appoggiandosi anche alla sentenza n.32 del 1992 della Corte Costituzionale, che tale parametro non è un valore soggettivo bensì oggettivo limitato al momento della formazione delle prove. Prove che se sono, ad esempio, irripetibili non vengono formate in appello.
Numerosi dubbi logici erano poi evidenti: perché consentire al PM la possibilità di appellare in caso di condanna qualora lo stesso avesse effettivamente chiesto una condanna peggiore, quindi con poca discrasia tra richiesta e sentenza, e invece negare tale possibilità qualora richiesta e sentenza siano diametralmente opposte? Questo spunto di riflessione creava una notevole antinomia con l'art.469, allora e tuttora in vigore, che dà la possibilità di appellare al PM in caso di proscioglimenti anticipati.
Dalla sua approvazione la Legge Pecorella è passata al giudizio della Corte di Legittimità Costituzionale svariate volte. La prima e principale è stata la sentenza n.26 del 2007, che basata sull'art.111 della Costituzione ha dichiarato incostituzionale la previsione per la quale il PM non potesse appellare le sentenze di proscioglimento. La sentenza fu criticata per alcune scelte della Corte, anche da chi la riteneva giusta e fondata: non si capì soprattutto perché fu dichiarata incostituzionale la parte per il PM e non fu presa in considerazione la parte relativa all'imputato. Alcuni critici la etichettarono come una scelta politica e di classe a difesa della figura del PM, che non aveva neanche prima pari armi con la difesa in quanto poteva disporre indagini, intercettazioni, sequestri e richieste di misure cautelari.
La sentenza relativa all'imputato è arrivata un anno dopo, la n.85/2008, che riteneva incostituzionale la previsione anche per l'imputato di poter appellare in caso di proscioglimento. È da notare che una sentenza di proscioglimento per prescrizione non equivale ad una sentenza di assoluzione piena per insussistenza del fatto, almeno moralmente e socialmente.
La legge n.46 aveva introdotto anche il comma 1-bis all'art. 405 del codice di procedura penale, che obbligava il pubblico ministero a chiedere l'archiviazione ogni volta che la Corte di Cassazione si fosse pronunciata sull'insussistenza dei gravi indizi di colpevolezza e non fossero stati acquisiti, successivamente, ulteriori elementi a carico del sottoposto a indagini. La Corte costituzionale, con sent. 121/2009 ha dichiarato l'illegittimità costituzionale anche della modifica in questione, per contrasto con gli artt. 3 e 112 della Carta.
Non fu invece toccata dalla Corte costituzionale la modifica all'art. 533, rimasta uguale a quella prevista dalla legge Pecorella.